# Cerastium grandiflorum
Cerastium grandiflorum är en nejlikväxtart. Cerastium grandiflorum ingår i släktet arvar, och familjen nejlikväxter.

## Underarter
Arten delas in i följande underarter:
- C. g. grandiflorum
- C. g. serpentini